# Болоня
Болоня — село в Україні, у Стрийському районі Львівської області. Населення становить 343 особи. Орган місцевого самоврядування — Миколаївська міська рада.

## Назва
За роки радянської влади село в документах називали «Болоні». 1989 р. селу надали сучасну назву.

## Історія
Назва села (у просторіччі — Болонє) свідчить, що поруч існувало містечко княжих часів.
Нинішнє село виникло на околиці знищеного монголами міста, від якого збереглося городище в селі Більче. У часи Другої світової війни 138 мешканців села мобілізовано до Радянської армії, 35 з них загинули на фронті.